# La cometa blanca
La cometa blanca fue un programa infantil de televisión emitido entre 1981 y 1983 por la cadena pública española TVE1 (rebautizada como La Primera en 1995 y como La 1 desde 2008).

## Historia del programa
El espacio se estrenó el 20 de abril de 1981 en el marco de una renovación total de la programación de la cadena pública española, pocas semanas después de que Fernando Castedo accediera a la dirección general de RTVE. Para la puesta en marcha del programa la entonces directora de programas infantiles de la emisora, Blanca Álvarez, contó con la experiencia de la realizadora Lolo Rico, quien ya previamente había trabajado en el género en espacios tan emblemáticos de la televisión española como Un globo, dos globos, tres globos, siete años antes. El programa fue retirado de la parrilla tras la remodelación producida en TVE después del nombramiento como su director general de José María Calviño.

## Formato
Destinado a niños de entre tres y siete años y, con un presentador distinto cada semana, se trataba de una sucesión de sketches - con actores como Alfonso Vallejo, dando vida al Mago Florindo, Paco Racionero o Valeriano Andrés; actuaciones musicales - habitualmente la cantautora Rosa León, pero también bandas infantiles de moda en la época como Nins, Regaliz o Parchís -  y espacios de contenido claramente pedagógico, con una presencia destacada de la literatura infantil, a través, entre otros, de la poetisa Gloria Fuertes. Además se insertaban animaciones y mini-espacios, adquiridos a televisiones extranjeras como el británico Oso Paddington.
En su última temporada hubo un cambio en el formato, incorporándose como actores-presentadores habituales Jaime Blanch y Maite Tojar, que capitaneando un grupo de niños (entre los que se encontraban algunos que poco después se integrarían en Barrio Sésamo, como Ruth Gabriel o Susana Osuna), dieron continuidad a los distintos episodios del programa.